# ناريتا تاكاكي
ناريتا تاكاكي (باليابانية: 高木 成太) (5 أبريل 1977 في ناغاساكي في اليابان – )؛ هو لاعب كرة قدم ياباني سابق كان يلعب كلاعب وسط.

## روابط خارجية
- ناريتا تاكاكي على موقع رابطة كرة القدم اليابانية للمحترفين (اليابانية)
- ناريتا تاكاكي على موقع عالم كرة القدم.نت (الإنجليزية)